# Zariqum

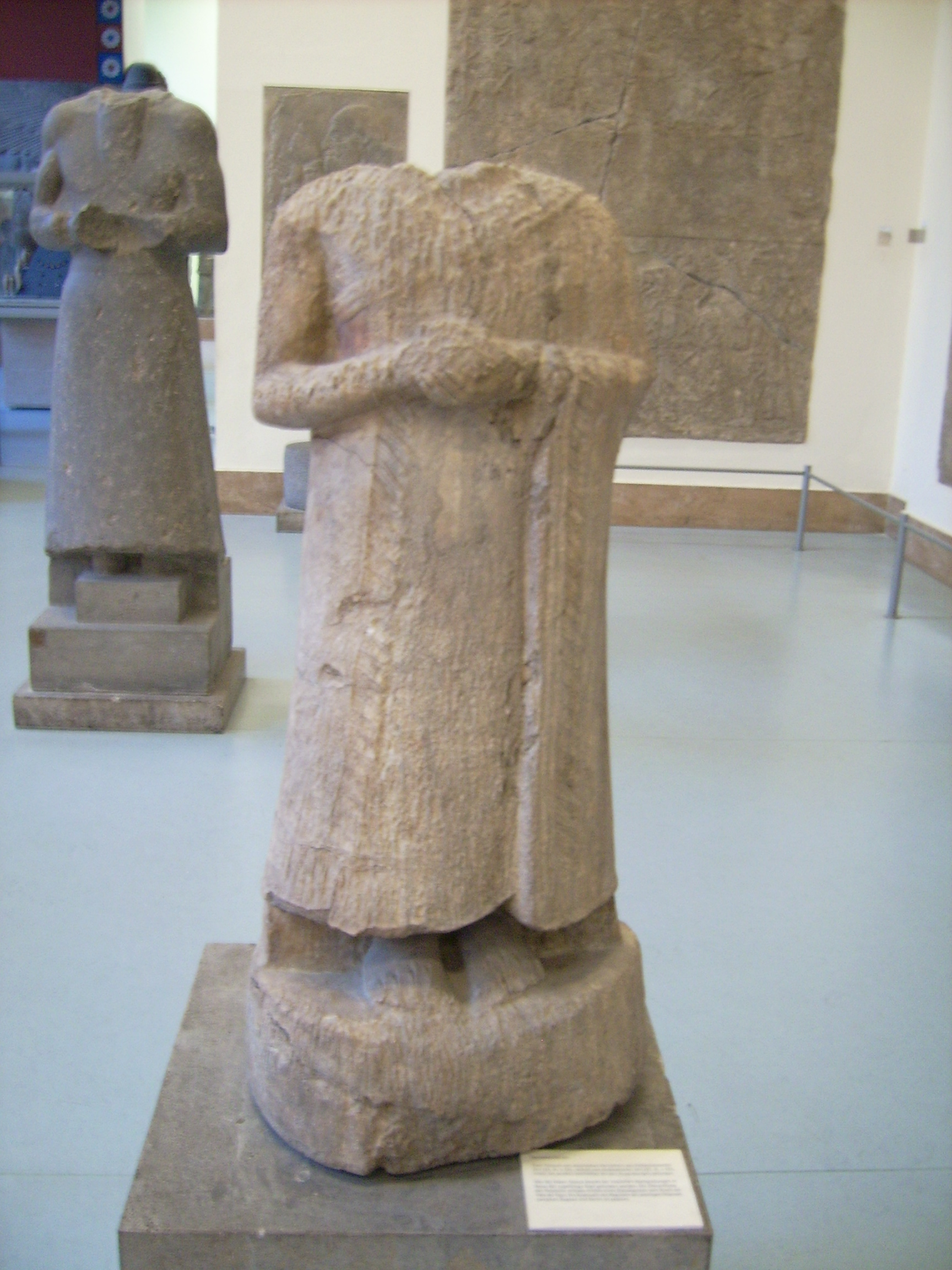
Alabastrowy, bezgłowy posąg (wys. 87 cm.) odnaleziony przez Waltera Andrae w trakcie wykopalisk w świątyni bogini Isztar w Aszur, który przedstawiać może Zariquma; zbiory Muzeum Pergamońskiego w Berlinie

Zariqum, też Zarriqum (akad. Zāriqum, Zarriqum) – wysoki dostojnik, który za rządów Szulgiego, Amar-Suena i Szu-Suena, królów z III dynastii z Ur (2113-2005 p.n.e.), zajmował kolejno kilka ważnych urzędów w królewskiej administracji, w tym zarządcy miasta Aszur i zarządcy miasta Suza.

## Imię
Zariqum wymieniany jest w kilkunastu tekstach pochodzących z Puzrisz-Dagan, Ummy, Aszur, Suzy i Girsu. W tekstach tych jego akadyjskie imię Zāriqum (Zarriqum) zapisywane jest Za-rí-qum (dwa teksty z Puzrisz-Dagan), Za-ri-qum (tekst z Aszur) i w formie skróconej Za-rí-iq (teksty z Puzrisz-Dagan, Suzy, Ummy i Girsu). Dokładne znaczenie słowa zarriqum nie jest pewne, ale wydaje się, iż używano go jako określenia osób o dość specyficznym kolorze oczu: zgodnie z The Assyrian Dictionary określać tak miano osoby „o oczach z kolorowymi plamkami” (ang. „with speckled eyes”), a zgodnie z Akkadisches Handwörterbuch osoby „o oczach mieniących się (kolorami)” (niem. „mit schillernden Augen”).

## Kariera
Zariqum jest jednym z niewielu mezopotamskich dostojników, których karierę jesteśmy w stanie prześledzić w zachowanych dokumentach. Jak zostało już wspomniane, powyżej wzmiankowany jest on w kilkunastu dokumentach pochodzących z kilku sumeryjskich miast. Wszystkie te teksty, poza jednym z Aszur, to teksty ekonomiczne, które w większości można datować dzięki umieszczonym na nich „nazwom rocznym” królów z III dynastii z Ur. Chronologicznie obejmują one okres około 18  lat, począwszy od 44 roku panowania Szulgiego, aż do 4 roku panowania Szu-Suena. W oparciu o informacje zawarte w tekstach udało się wyróżnić trzy etapy w karierze Zariquma: etap związany z Puzrisz-Dagan (trwający od 44 do 47 roku panowania Szulgiego, poświadczony w tekstach z Puzrisz-Dagan), etap związany z Aszur (trwający od 48 roku panowania Szulgiego do 5 roku panowania Amar-Suena, poświadczony w tekstach z Puzrisz-Dagan i Aszur) i etap związany z Suzą (trwający od 4 roku panowania Amar-Suena do 4 roku panowania Szu-Suena, poświadczony w tekstach z Puzrisz-Dagan, Ummy, Suzy i Girsu). 
W tekstach związanych z pierwszym etapem jego kariery, pochodzących w całości z Puzrisz-Dagan i obejmujących okres ponad trzech lat, Zariqum jest już jednym z ważniejszych urzędników w Puzrisz-Dagan. Teksty nie podają wprawdzie nazwy zajmowanego przez niego urzędu, ale wiadomo, iż odpowiedzialny był on za przyjmowanie i redystrybucję wielkich stad zwierząt sprowadzanych do Puzrisz-Dagan z różnych części imperium III dynastii z Ur.
Drugi etap w karierze Zariquma, obejmujący w tekstach okres ponad sześciu lat, związany jest z zajmowaniem przez niego urzędu zarządcy czy też gubernatora miasta Aszur. Tytuł ten pojawia się w tekstach przy jego imieniu kilkukrotnie, choć zapisywany jest za każdym razem w nieco odmienny sposób. Na ten etap datowana jest kamienna płytka z inskrypcją Zariquma, odnaleziona w trakcie wykopalisk w staroasyryjskiej świątyni Isztar w Aszur. W inskrypcji tej Zariqum noszący tytuł „gubernatora Aszur” (sum. GÌR.ARAD da-šùrki), upamiętnia wzniesienie świątyni dla bogini Belat-ekallim „za życie Amar-Suena”. W ruinach świątyni Isztar odnaleziono również bezgłowy posąg wykonany w stylu posągów pochodzących z czasów panowania III dynastii z Ur, który zdaniem Waltera Andrae, archeologa, który prowadził wykopaliska w Aszur, przedstawiać mógł właśnie Zariquma.
Ostatni znany etap w karierze Zariquma to urząd zarządcy czy też gubernatora Suzy. W tekstach obejmuje on okres ponad ośmiu lat. Sam tytuł „gubernatora Suzy” (énsi Sú-simki; énsi INNIN.ERINki) pojawia się w tekstach przy jego imieniu kilkukrotnie, ale są też teksty gdzie, jest pomijany. 
Należy tu jeszcze wspomnieć o okresie pomiędzy 4 a 5 rokiem panowania Amar-Suena, kiedy to - jak się wydaje - Zariqum mógł pełnić przez krótki okres zarówno urząd gubernatora Aszur, jak i gubernatora Suzy: w tekście z Puzrisz-Dagan datowanym na 4 rok panowania Amar-Suena jest on już bowiem nazywany „gubernatorem Suzy”, podczas gdy w innym tekście z tego miasta, datowanym na 5 rok panowania Amar-Suena, nosi on jeszcze tytuł „gubernatora Aszur”.
Imienia Zariquma nie ma w Asyryjskiej liście królów, nie wspomina też o nim w swych inskrypcjach żaden z późniejszych królów Asyrii.